# Il vecchio nido (film 1921)
Il vecchio nido (The Old Nest) è un film muto del 1921 diretto da Reginald Barker. Il racconto The Old Nest di Rupert Hughes, pubblicato su Saturday Evening Post del 3 giugno 1911, venne sceneggiato per il film dallo stesso autore.

## Trama
In una piccola città di provincia vive la famiglia Anthon: padre, madre e i loro sei figli il cui destino si rivelerà uno diverso dall'altro. Il più grande dei ragazzi, Arthur, muore in un incidente ferroviario; Tom, quando diventa adulto, abbraccia la carriera di avvocato con grande successo; Kate si sposa e, dopo il matrimonio, si trasferisce con il marito a New York; Frank, artista e pittore di talento, va a vivere a Parigi; Jim, il più turbolento, scoperto ad avere rubato, viene cacciato via da casa dal padre; Emily, la piccola di casa, mentre si trova in visita a New York dalla sorella, incontra lì l'amore e si sposa, lasciando anche lei il nido come tutti gli altri suoi fratelli.
Recisi i legami familiari, sembra che tutti i figli si siano dimenticati dei genitori. Un giorno, però, torna Jim, in cerca di denaro. La madre, in un sogno, vede il treno su cui si trova il figlio che sta per transitare su un ponte che non esiste più, crollato. Terrorizzata, si risveglia. Ma si trova davanti a Tom che, arrivato a casa accompagnato dai fratelli e dalle sorelle, annuncia ai genitori di essere diventato procuratore generale degli Stati Uniti.

## Produzione
Il film fu prodotto dalla Goldwyn Pictures Corporation.

## Distribuzione

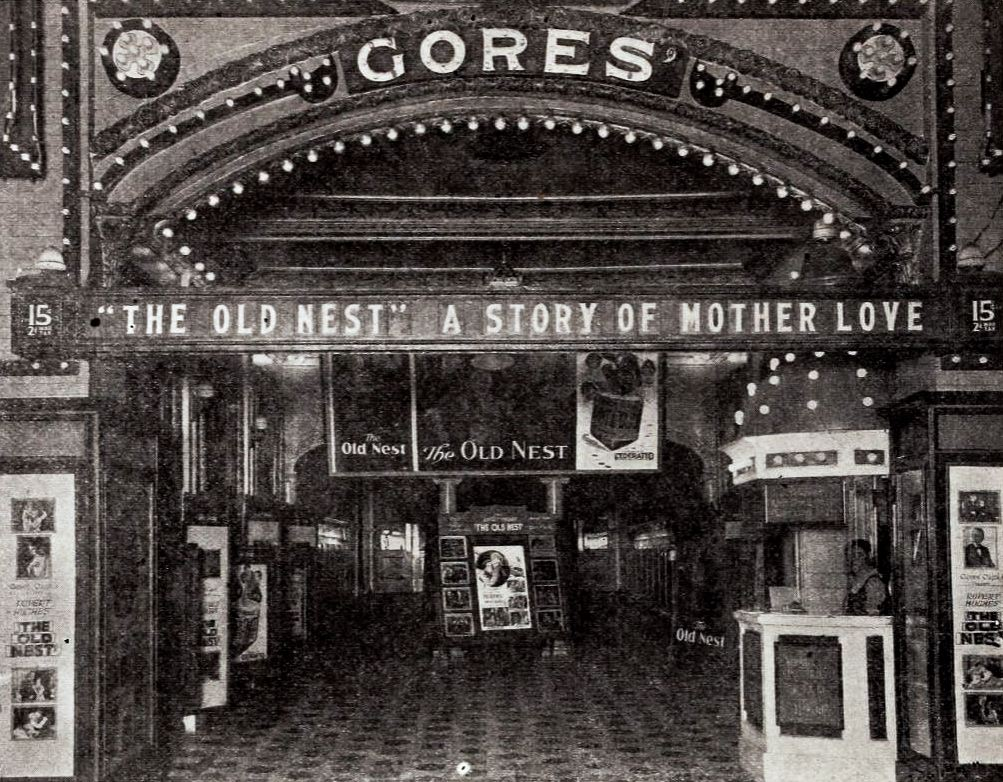
Il Gore's Theater di Los Angeles che programma il film (dicembre 1921)

Il copyright del film, richiesto dalla Goldwyn, fu registrato il 27 luglio 1921 con il numero LP16789.

Distribuito dalla Goldwyn Pictures Corporation, il film uscì nelle sale statunitensi il 28 giugno 1921. Il 29 ottobre 1921, fu distribuito nei Paesi Bassi con il titolo Het oude nest; l'11 febbraio 1923, uscì in Finlandia; il 18 febbraio 1924, in Danimarca come Den gamle rede; il 17 marzo 1925, in Portogallo, con il titolo O Velho Ninho. In Francia, prese il titolo Le Vieux Nid, in Spagna El viejo nido.
Copia completa della pellicola si trova conservata negli archivi della Cinémathèque française di Parigi.